# Mario (Sänger)

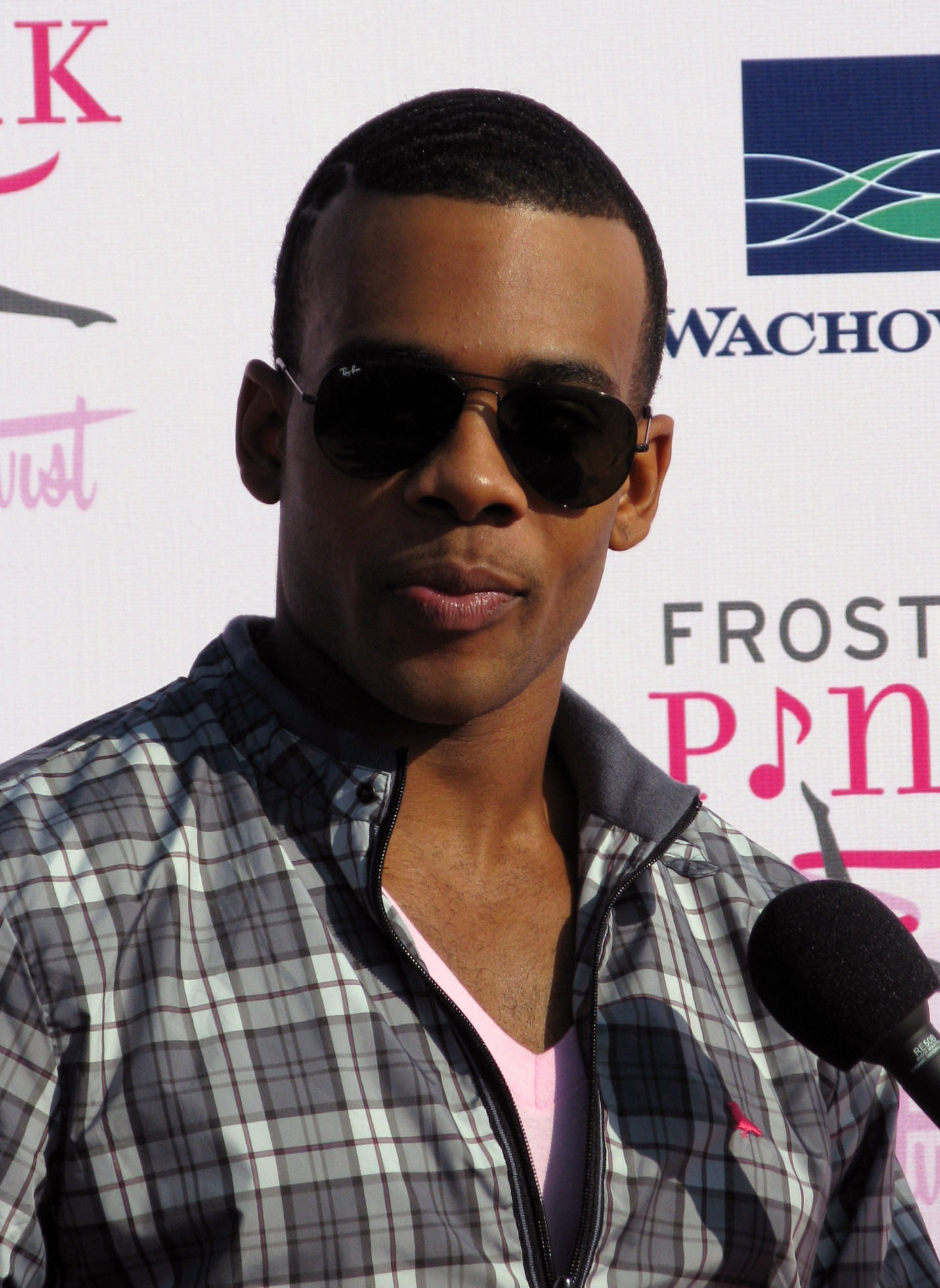
Mario (2008)

Mario Dewar Barrett (* 27. August 1986 in Baltimore, Maryland) ist ein US-amerikanischer R&B-Sänger und Songwriter.

## Biografie
Im Alter von vier Jahren entdeckte man bei Barrett nach dem Kauf einer Karaoke-Maschine zunehmendes Interesse an der Musik. In den Folgejahren nahm er an verschiedenen Talent- und Gesangswettbewerben teil, bis 2001 ein Agent auf ihn aufmerksam wurde und dem jungen Sänger im Alter von 15 Jahren zu einem Plattenvertrag mit J Records verhalf.
2002 erschien schließlich Marios erstes, nach ihm selbst benanntes Studioalbum, für dessen Produktion sich unter anderem Alicia Keys und Darkchild verantwortlich zeigten. Die erste Singleauskopplung Just a Friend (ein Teilcover des gleichnamigen Biz-Markie-Songs) entwickelte sich in den USA zu einem Hit und kletterte bis auf Platz 4 der Charts. Das Debütalbum erreichte die Top 10 und wurde später sogar mit Gold prämiert.
Nach zweijähriger Pause meldete Barrett sich schließlich 2004 wieder zurück. Mit der Auskopplung Let Me Love You gelang ihm ein weltweiter Nummer-1-Hit, und das zweite Album Turning Point konnte den Erfolg des Vorgängers bei weitem übertreffen. Anschließend wurden drei weitere Singles veröffentlicht, zwei davon ausschließlich in den USA.
Ende 2006 machte Mario erstmals als Schauspieler in den Filmen Step Up an der Seite von Channing Tatum und Jenna Dewan, und Freedom Writers mit Hilary Swank und Patrick Dempsey auf sich aufmerksam. Ende 2007 erschien das dritte Album des Sängers, Go!, an dem namhafte Produzenten wie Timbaland, Scott Storch, Jermaine Dupri, Ne-Yo, Alicia Keys, The Neptunes, Rich Harrison und Akon mitarbeiteten.
Marios viertes Studioalbum D.N.A erschien am 13. Oktober 2009.
Am 19. Dezember 2024 erreichte Mario als Wasp im Finale der zwölften Staffel der US-amerikanischen Version von The Masked Singer den zweiten Platz. Am Anfang der ersten Folge der dreizehnten Staffel sang er zusammen mit den Juroren Rita Ora und Robin Thicke im Trio Get Lucky.

## Diskografie

### Studioalben
| Jahr | Titel           | Höchstplatzierung, Gesamtwochen, AuszeichnungChartplatzierungen (Jahr, Titel, Platzierungen, Wochen, Auszeichnungen, Anmerkungen) | Höchstplatzierung, Gesamtwochen, AuszeichnungChartplatzierungen (Jahr, Titel, Platzierungen, Wochen, Auszeichnungen, Anmerkungen) | Höchstplatzierung, Gesamtwochen, AuszeichnungChartplatzierungen (Jahr, Titel, Platzierungen, Wochen, Auszeichnungen, Anmerkungen) | Höchstplatzierung, Gesamtwochen, AuszeichnungChartplatzierungen (Jahr, Titel, Platzierungen, Wochen, Auszeichnungen, Anmerkungen) | Höchstplatzierung, Gesamtwochen, AuszeichnungChartplatzierungen (Jahr, Titel, Platzierungen, Wochen, Auszeichnungen, Anmerkungen) | Anmerkungen                            |
| Jahr | Titel           | DE | AT | CH | UK | US | Anmerkungen                            |
| ---- | --------------- | --- | --- | --- | --- | --- | -------------------------------------- |
| 2002 | Mario           | — | — | — | — | US9 Gold · (20 Wo.)US | Erstveröffentlichung: 1. Januar 2002   |
| 2004 | Turning Point   | DE13 (7 Wo.)DE | AT33 (5 Wo.)AT | CH13 (16 Wo.)CH | UK8 Gold · (26 Wo.)UK | US13 Platin · (31 Wo.)US | Erstveröffentlichung: 7. Dezember 2004 |
| 2007 | Go!             | — | — | — | — | US21 (22 Wo.)US | Erstveröffentlichung: 7. Dezember 2007 |
| 2009 | D.N.A.          | — | — | — | — | US9 (6 Wo.)US | Erstveröffentlichung: 9. Oktober 2009  |
| 2018 | Dancing Shadows | — | — | — | — | — | Erstveröffentlichung: 5. Oktober 2018  |
| 2020 | Closer to Mars  | — | — | — | — | — | Erstveröffentlichung: 16. Oktober 2020 |

### Kompilationen
- 2008: Turning Point / Mario

### Soundtracks
- 2001: Dr. Dolittle 2
- 2006: Step Up

### Singles
| Jahr | Titel Album                   | Höchstplatzierung, Gesamtwochen, AuszeichnungChartplatzierungen (Jahr, Titel, Album, Platzierungen, Wochen, Auszeichnungen, Anmerkungen) | Höchstplatzierung, Gesamtwochen, AuszeichnungChartplatzierungen (Jahr, Titel, Album, Platzierungen, Wochen, Auszeichnungen, Anmerkungen) | Höchstplatzierung, Gesamtwochen, AuszeichnungChartplatzierungen (Jahr, Titel, Album, Platzierungen, Wochen, Auszeichnungen, Anmerkungen) | Höchstplatzierung, Gesamtwochen, AuszeichnungChartplatzierungen (Jahr, Titel, Album, Platzierungen, Wochen, Auszeichnungen, Anmerkungen) | Höchstplatzierung, Gesamtwochen, AuszeichnungChartplatzierungen (Jahr, Titel, Album, Platzierungen, Wochen, Auszeichnungen, Anmerkungen) | Anmerkungen                                                          |
| Jahr | Titel Album                   | DE | AT | CH | UK | US | Anmerkungen                                                          |
| --- | ----------------------------- | --- | --- | --- | --- | --- | -------------------------------------------------------------------- |
| 2001 | Braid My Hair Mario           | — | — | — | — | US74 (8 Wo.)US | Erstveröffentlichung: 7. November 2001                               |
| 2002 | C’mon Mario                   | — | — | — | UK28 (3 Wo.)UK | — | Erstveröffentlichung: 9. Januar 2002                                 |
| 2002 | Just a Friend Mario           | — | — | — | UK18 (4 Wo.)UK | US14 (21 Wo.)US | Erstveröffentlichung: 4. Mai 2002                                    |
| 2005 | How Could You Turning Point   | — | — | — | — | US52 (17 Wo.)US | Erstveröffentlichung: März 2005                                      |
| 2005 | Let Me Love You Turning Point | DE1 ×3Dreifachgold · (17 Wo.)DE | AT6 (17 Wo.)AT | CH2 (22 Wo.)CH | UK2 ×3Dreifachplatin · (27 Wo.)UK | US1 Gold + Platin (Mastertone) · (36 Wo.)US                                                                                              | Erstveröffentlichung: 21. März 2005                                  |
| 2005 | Here I Go Again Turning Point | DE50 (8 Wo.)DE | — | CH34 (9 Wo.)CH | UK11 (9 Wo.)UK | — | Erstveröffentlichung: 20. Juni 2005                                  |
| 2007 | How Do I Breathe Go!          | DE49 (8 Wo.)DE | — | CH61 (3 Wo.)CH | UK21 Silber · (6 Wo.)UK | US46 (10 Wo.)US | Erstveröffentlichung: 27. Juli 2007                                  |
| 2007 | Crying Out for Me Go!         | — | — | — | — | US33 Gold (Mastertone) · (20 Wo.)US | Erstveröffentlichung: 21. August 2007                                |
| 2009 | Break Up D.N.A.               | — | — | — | — | US14 Platin · (23 Wo.)US | Erstveröffentlichung: 28. April 2009 feat. Gucci Mane & Sean Garrett |
| 2010 | Ooh Baby D.N.A.               | — | — | — | — | US95 (1 Wo.)US | Erstveröffentlichung: März 2010                                      |
| Folgende Lieder erschienen nicht als Single, wurden aber durch das Album zum Download und Streaming bereitgestellt und konnten somit eine Platzierung erlangen: |                               | | | | | |                                                                      |
| |                               | | | | | |                                                                      |
| 2024 | Love Ya Seductive             | DE25 (3 Wo.)DE | AT57 (1 Wo.)AT | CH47 (1 Wo.)CH | — | — | Charteinstieg: 1. März 2024 Luciano feat. Mario                      |

Weitere Singles
- 2005: Boom (feat. Juvenile)
- 2008: Music for Love
- 2009: Thinkin’ About You
- 2017: Believe (Bliss n Eso feat. Mario)

## Auszeichnungen für Musikverkäufe
| Silberne Schallplatte - Frankreich - 2005: für die Single Let Me Love You Goldene Schallplatte - Australien - 2025: für die Single Believe - Italien - 2021: für die Single Let Me Love You Platin-Schallplatte - Australien - 2005: für die Single Let Me Love You - Neuseeland - 2022: für das Album Turning Point - 2023: für die Single Just a Friend - 2023: für die Single How Do I Breathe | 2× Platin-Schallplatte - Dänemark - 2023: für die Single Let Me Love You 6× Platin-Schallplatte - Neuseeland - 2024: für die Single Let Me Love You |

Anmerkung: Auszeichnungen in Ländern aus den Charttabellen bzw. Chartboxen sind in ebendiesen zu finden.
| Land/RegionAuszeichnungen für Musikverkäufe (Land/Region, Auszeichnungen, Verkäufe, Quellen) | Silber     | Gold     | Platin       | Verkäufe  | Quellen              |
| -------------------------------------------------------------------------------------------- | ---------- | -------- | ------------ | --------- | -------------------- |
| Australien (ARIA)                                                                            | —          | Gold1    | Platin1      | 105.000   | aria.com.au          |
| Dänemark (IFPI)                                                                              | —          | —        | 2× Platin2   | 180.000   | ifpi.dk              |
| Deutschland (BVMI)                                                                           | —          | Gold1    | Platin1      | 450.000   | musikindustrie.de    |
| Frankreich (SNEP)                                                                            | Silber1    | —        | —            | 100.000   | infodisc.fr          |
| Italien (FIMI)                                                                               | —          | Gold1    | —            | 35.000    | fimi.it              |
| Neuseeland (RMNZ)                                                                            | —          | —        | 9× Platin9   | 255.000   | radioscope.co.nz NZ2 |
| Vereinigte Staaten (RIAA)                                                                    | —          | 3× Gold3 | 3× Platin3   | 4.500.000 | riaa.com             |
| Vereinigtes Königreich (BPI)                                                                 | Silber1    | Gold1    | 3× Platin3   | 2.100.000 | bpi.co.uk            |
| Insgesamt                                                                                    | 2× Silber2 | 7× Gold7 | 19× Platin19 |           |                      |

## Filmografie
- 2004: Destination Fame
- 2005: Total Request Live
- 2005: All of Us
- 2006: Step Up
- 2007: Freedom Writers
- 2017–: Empire